# Umírající Gal
Umírající Gal je antická mramorová socha, kterou najdeme v Kapitolských muzeích v Římě. Jedná se o repliku jedné z plastik ve skupině ex-voto věnované Attalem I. Pergamonu. Dílo je římskou kopií z počátku 2. století. Ztracený originál z doby kolem 230/220 před Kristem byl pravděpodobně z bronzu a nacházel se ve svatyni bohyně Athény v Pergamonu. Vznikl na popud  Attala I., krále Pergamonu, po jeho vítězství nad Kelty, kteří byli v prostoru řecké Malé Asie známí jako Galatové. Jméno umělce není známé, ale dílo se někdy připisuje Epigonovi (Plinius starší: Tubicen), který byl v době Attala I. dvorním sochařem dynastie Attalovců v Pergamonu.

## Popis
Socha s pozoruhodným realismem ukazuje umírajícího Kelta, který sice ještě sedí, ale zasažen se dívá dolů k zemi. Válečník sedí na svém štítu, zatímco jeho meč, opasek a zakřivená trubka leží vedle něj. Jílec meče nese lví hlavu. Zejména hlava s keltským účesem a typickým keltským knírem vypadá velmi realisticky. S výjimkou nákrčníku (Torques) je postava nahá. To také odpovídá tradici od Julia Caesara, který uvádí zprávy o nahých galatských válečnících. Na jedné straně socha znázorňuje vítězství Pergamonu, ale na druhé straně také ukazuje sílu soupeře, aby bylo vítězství ještě výraznější.

## Galerie

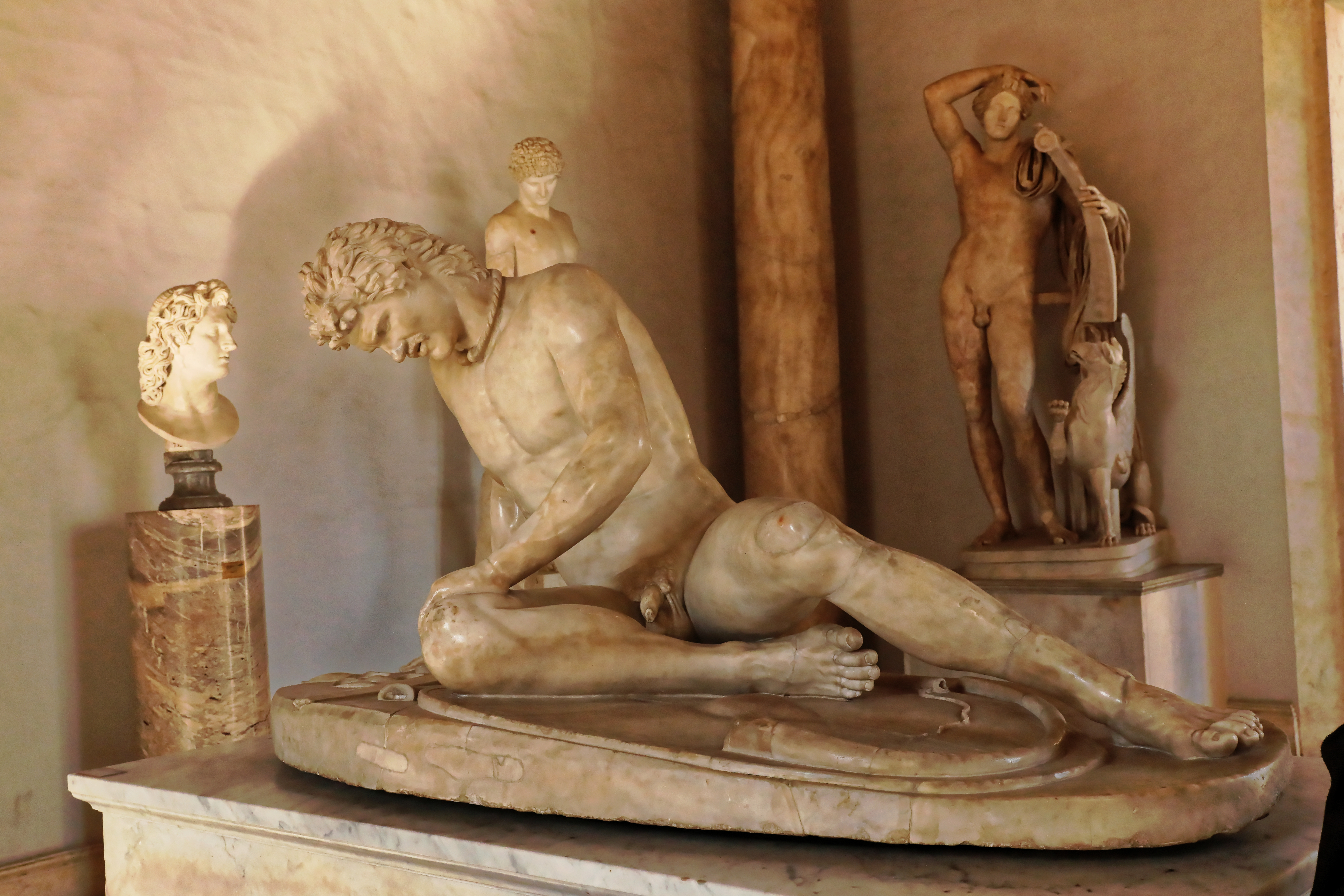
Umírající Gal
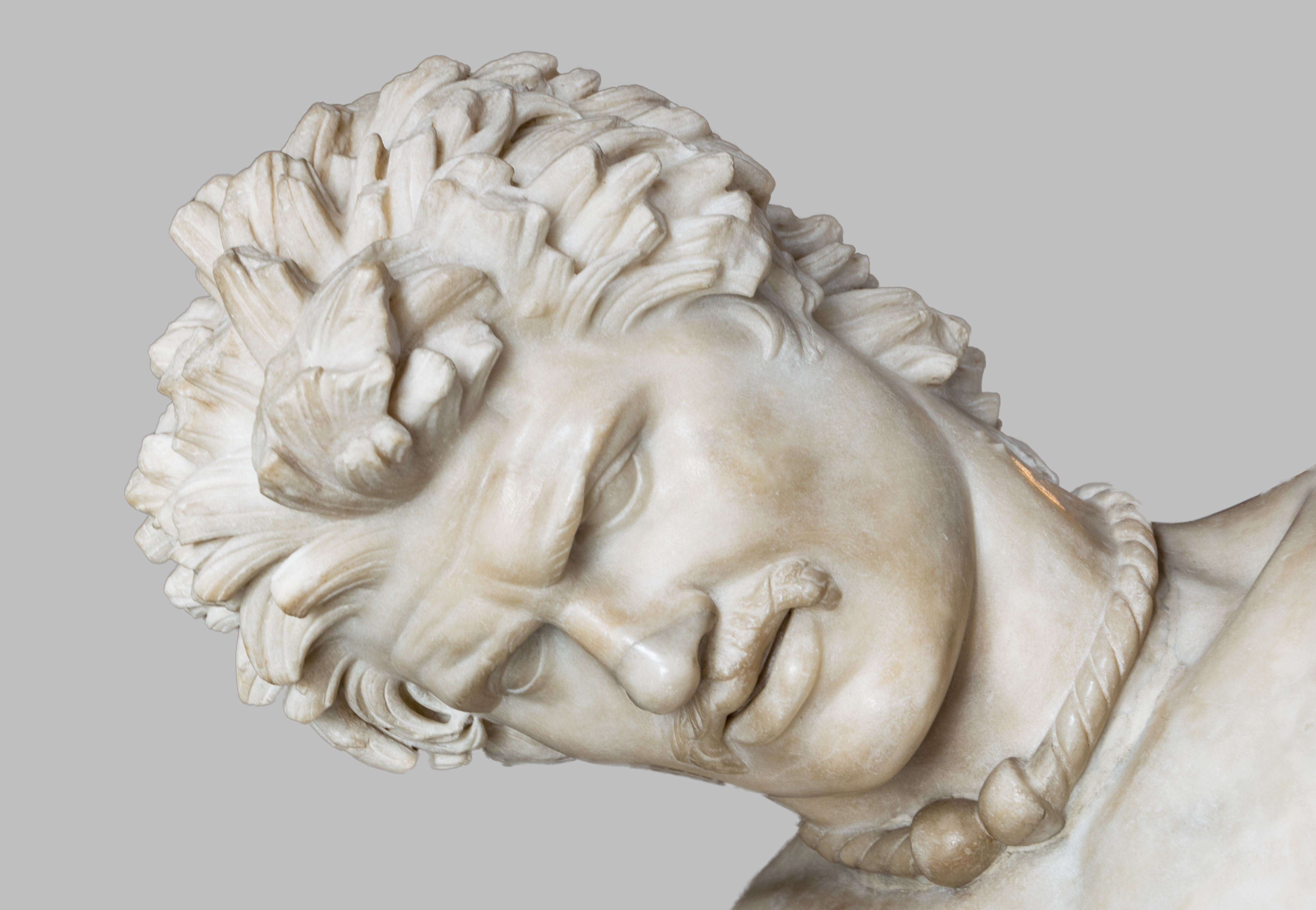
Detail hlavy umírajícího Gala zvýrazňuje vlasy, vousy a nákrčník (torques) sochy
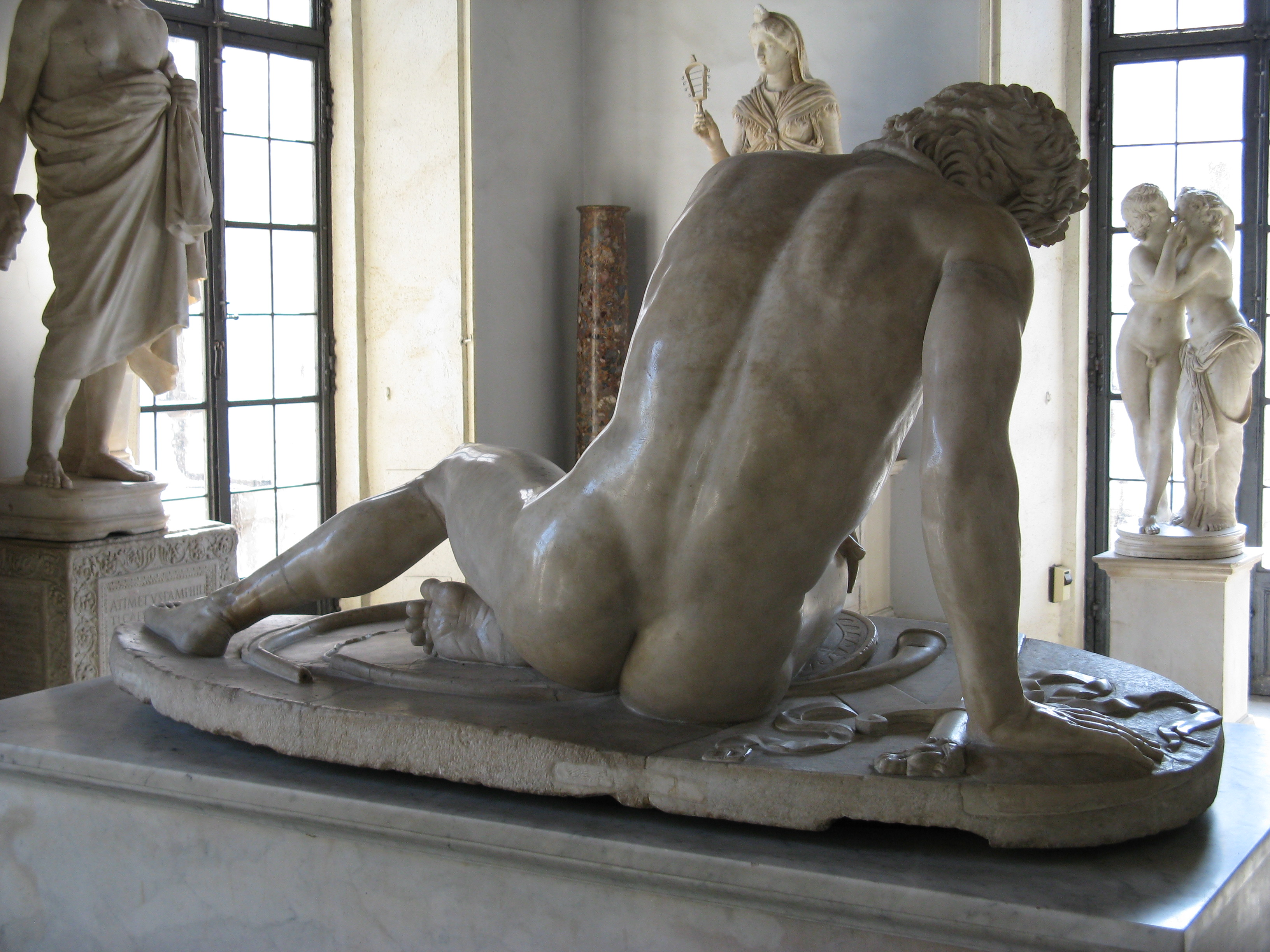
Umírající Gal
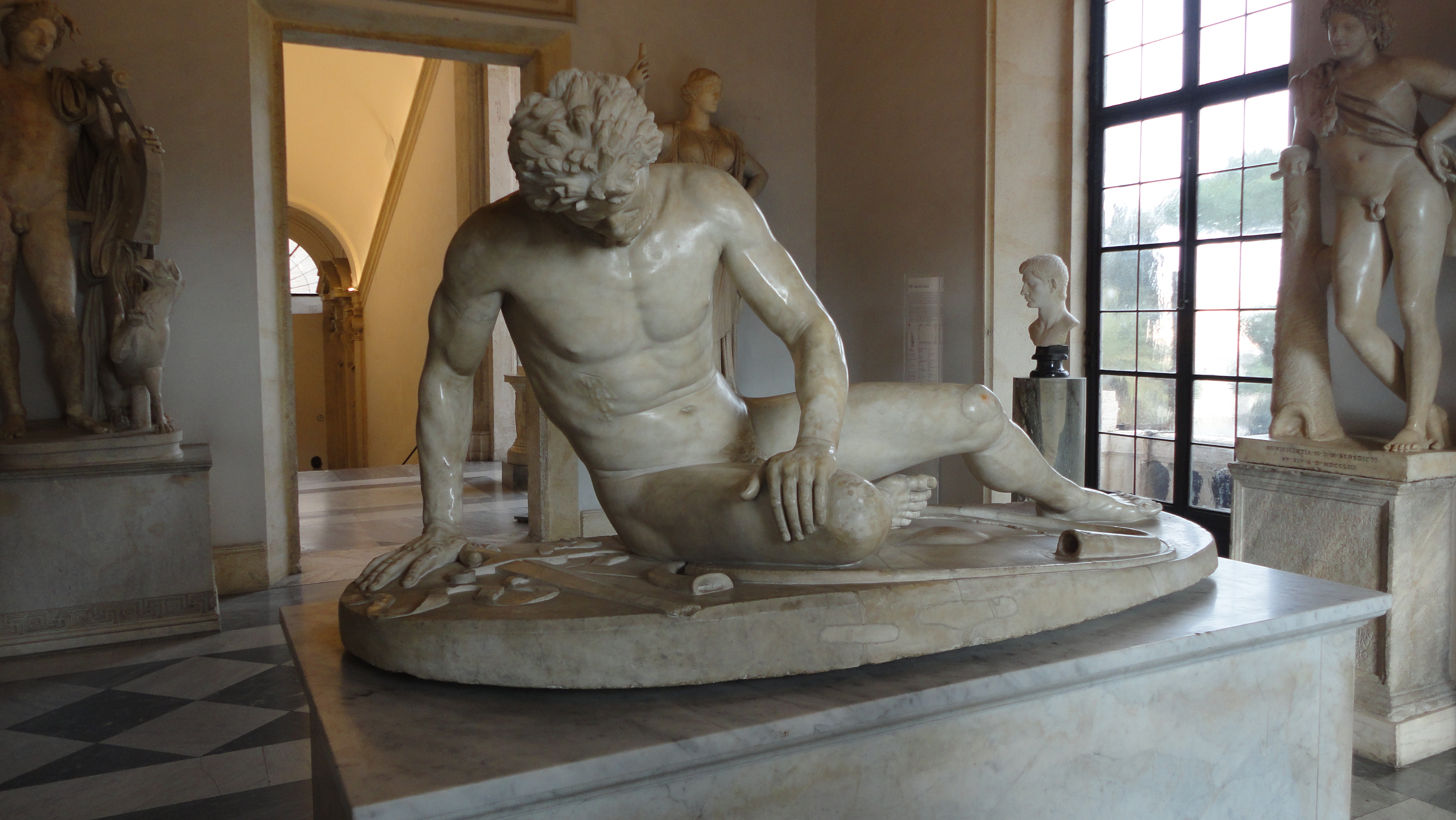
Umírající Gal

## Nalezení
Socha Umírající Gal byla objevena počátkem 17. století během vykopávek pro stavbu budovy Villa Ludovisi (kterou si objednal kardinál Ludovico Ludovisi, synovec papeže Řehoře XV.) na místě starověkých zahrad Sallustio na návrší Pincio v Římě. Koncem 19. století, kdy bylo panství Ludovisů přestavováno, bylo na tomto místě objeveno mnoho dalších starožitností (zejména Trůn Ludovisů ). Socha Umírající Gal byla poprvé zaznamenána v roce 1623 v soupisu sbírek rodiny Ludovisi a v roce 1633 v Palazzo Grande, který je součástí Villy Ludovisi. Papež Klement XII. (vládl 1730-1740) ji získal pro sbírky Kapitolských muzeí. V roce 1797 nechal Napoleon v rámci svých italských výbojů přivézt podle podmínek Tolentinské smlouvy do Paříže řadu cenných uměleckých děl, včetně Umírajícího Gala, který pak byl vystavován v Louvru až do roku 1816, kdy bylo dílo vráceno do Říma a je opět vystaveno v Kapitolských muzeích.

## Recepce díla
Umírající Gal se stal jedním z nejslavnějších děl antického sochařství, nespočetněkrát kopírován a napodobován.
Počátek osvícenství viděl dílo jako klasický příklad starověkého umění, obdivoval uměleckou kvalitu a výrazný patos jeho zpodobnění. Mnoho bohatých milovníků umění a panovníků si nechalo jeho reprodukci pro sebe vytvořit, ale i méně majetní jej často vlastnili, například v podobě těžítka. Také se někdy předpokládalo, že umírající představuje gladiátora, takže se pro sochu používala zavádějící jména, například „zraněný gladiátor“ a podobně.

## Kopie
- Kopie sochy jsou k vidění v Muzeu klasické archeologie na univerzitě v Cambridge, Leinster House v irském Dublinu a také v Berlíně, Praze, Stockholmu, Versailles, Varšavě (Łazienki Królewskie).
- Ve Spojených státech jsou kopie ve Washingtonské státní historické společnosti v Tacomě ve Washingtonu, v Redwood Library v Newportu ve státu Rhode Island a na Assumption College ve Worcesteru. Bronzová kopie s názvem „Centurion“ stojí před Centrem trestního práva Mel Bailey v Birminghamu v Alabamě jako památka na životy padlých policistů. Tato kopie má pterugy (antické brnění, sestávající z kožených pruhů na stehnech), ale jinak je identická. Další kopie je v Telfair Museum of Art Savannah ve státě Georgie. Museum of Art and Circus Museum, společnosti Ringling Brothers v Sarasotě na Floridě má kopii sochy v plné velikosti.
- Kopie z Královské akademie v Londýně se nyní nachází v galerii Courtauld v Londýně. Byla odlitá na konci 18. století z těla popraveného pašeráka, má écorché a přezdívá se jí Smugglerius. Kopie z bronzu je také v bráně obezděné zahrady Iford Manor ve hrabství Wiltshire v Anglii. V anglickém tržním městě Brigg ve hrabství Lincolnshire je kopie sochy se starým názvem The Dying Gladiator ve starém, zavedeném zájezdním hostinci (Coaching inn)
- Vysoká škola výtvarných umění na Filipínské univerzitě má také kopii sochy se starým názvem.
- Další kopie je v umeleckohistorickém muzeu v ruském Petrohradu, Ermitáž.
- Kopii má také galerie umění Williama Humphreyse v Jižní Africe, (William Humphreys Art Gallery), která se nachází v Kimberley.
- Rezidence francouzského velvyslance na Kubě, která se nachází na předměstí Havany, Miramar, má kopii sochy v zadní části zahrady, za rezidencí.
- Pinakotéka v brazilském São Paulu má bronzovou kopii.
- V Německu je před oranžérií zámecké zahrady Putbus na ostrově Rujána bronzová kopie Umírajícího Gala v životní velikosti.